# Slabe kiseline
Slabe kiseline su kiseline koje se otapanjem u vodi slabo disociraju, što znači da u otopini postoji značajna količina molekula kiseline koje nisu disocirane.
Konstanta disocijacije kiseline (Ka) određuje se prema izrazu:  
{\displaystyle \mathrm {K_{a}\,=\,{\frac {[H_{3}O^{+}\,][A^{-}\,]}{[HA]}}} }
Što je veća vrijednost Ka nastaje više iona H3O+ i niža je pH-vrijednost otopine.  Za slabe kiseline vrijednost je Ka u rasponu od 1,8·10−16 do 55,5. Kiseline s vrijednošću Ka manjom od 1,8·10−16 slabije su od vode, a one s većom od 55,5 su jake kiseline i otapanjem u vodi se gotovo potpuno disociraju. Većina kiselina, uključujući organske, slabe su kiseline.